# Richard Kling
Richard Kling (* 23. Dezember 1905 in Waldfischbach; † 27. August 1990) war ein deutscher Kommunalpolitiker (CDU).

## Werdegang
Kling studierte Philosophie, Rechts- und Staatswissenschaften an der Universität München. 1929 legte er die Diplomprüfung für Volkswirte ab, 1932 promovierte er. Er war Mitglied der katholischen Studentenverbindung Rheno-Palatia Breslau.
Ab Beginn des Jahres 1946 war er im Oberregierungspräsidium Hessen-Pfalz tätig. Am 1. Juni 1948 wurde er zum Landrat des Landkreises Zweibrücken berufen. In den schwierigen Jahren des Wiederaufbaus, nach dem verlorenen Krieg, hat er sich bei der Überwindung des unter den Kriegsfolgen besonders schwer leidenden Grenzkreises hohe Verdienste erworben. Bis Auflösung des Landkreises, im Frühjahr 1972, hat er neben seiner Funktion als Landrat noch eine Vielzahl weiterer Aufgaben wahrgenommen.
Bis Dezember 1971 war er Vorsitzender des Verwaltungsrates der Kreissparkasse Zweibrücken und hat dort den Wiederaufbau und die Fortentwicklung zu einem Universalkreditinstitut maßgeblich begleitet. Er war Mitglied im Aufsichtsrat der Gemeinnützigen Wohnungsbau GmbH Zweibrücken. Auch in der Vertreterversammlung der Allgemeinen Ortskrankenkasse Zweibrücken. Im Vorstand des Landkreistages Rheinland-Pfalz. In den Selbstverwaltungsorganen beim Arbeitsamt Pirmasens und beim Landesarbeitsamt Rheinland-Pfalz-Saar in Saarbrücken. Im Aufsichtsrat der Wirtschaftsförderungsgesellschaft in Saar-Ost, und im Arbeitskreis Region Homburg-Zweibrücken. Ferner gehörte er dem Rundfunkrat des Südwestfunks Baden-Baden an. Er führte den Vorsitz in der Bezirksgruppe Rheinhessen-Pfalz des Landkreistages. Außerdem war er Vorsitzender des Aufsichtsrates der Landeplatz Pirmasens-Zweibrücken GmbH. Seit Bestehen war er Vorsitzender des Kuratoriums für Wirtschaftsberatung. Vorsitzender des ADAC und anschließend Ehrenvorsitzender. Beim Deutschen Roten Kreuz des Kreisverbandes Zweibrücken wurde er Ehrenvorsitzender, nachdem er lange Jahre das Amt des Vorsitzenden bekleidet hatte. Auch im kirchlichen Leben war er engagiert. Als Mitglied des Pfarrgemeinderates der Pfarrei Heilig Kreuz, Zweibrücken. Als Mitglied des Diözesanrates der Diözese Speyer und des Zentralkomitees der Deutschen Katholiken in Bonn-Bad Godesberg.

## Ehrungen
- 1972: Verdienstkreuz 1. Klasse der Bundesrepublik Deutschland
- Träger des Ehrenzeichen des Deutschen Roten Kreuzes in Silber
- Träger des Goldenen Feuerwehr-Ehrenzeichens am Bande, Rheinland-Pfalz (2. Stufe, 1. Fassung von 1956 bis 1984)
- Adam-Müller Medaille des Verbandes der ehemaligen pfälzischen Landwirtschaftsschüler